# Orangekronad trupial
Orangekronad trupial (Icterus auricapillus) är en fågel i familjen trupialer inom ordningen tättingar.

## Utseende
Orangekronad trupial är en mycket vacker trupual i svart och orange. Den utmärks av rent svarta vingar med en orange fläck på skuldran, svart ansikte och bröst, helsvart stjärt och gulorange kropp med starkast färger på huvudet.

## Utbredning och systematik
Fågeln förekommer i låglänta områden från östra Panama till norra Colombia och norra Venezuela. Den behandlas som monotypisk, det vill säga att den inte delas in i några underarter.

## Levnadssätt
Orangekronad trupial hittas i skogslandskap och skogsbryn. Där ses den enstaka eller i par, vanligen i trädtaket.

## Status
Arten har ett stort utbredningsområde och beståndet anses vara stabilt. Internationella naturvårdsunionen IUCN listar den därför som livskraftig (LC). Beståndet uppskattas till i storleksordningen 50 000 till en halv miljon vuxna individer.